# انتخابات شوراهای اسلامی شهر و روستا (۱۳۷۷)
انتخابات اولین دورهٔ شوراهای اسلامی شهر و روستا در ایران، در روز ۷ اسفند ۱۳۷۷ برگزار شد. مردم حدود ۱۸۵هزار تن اعضای اصلی و علی‌البدل شوراها را در سراسر کشور برگزیدند. مجموع مشارکت نزدیک به  ۲۴ میلیون نفر بوده‌است.
این نخستین انتخابات سراسری و کامل شوراهای محلی بر اساس قانون‌اساسی بود به با گذشت ۲۰ سال از پیروزی انقلاب اسلامی برگزار شد و  و بالاخره در روز نهم اردیبهشت ۱۳۷۸ شوراها رسما آغاز به کار کردند. پیش از این، پیش از تصویب کامل قانون‌اساسی، در سال ۱۳۵۸ انتخابات شوراهای شهر تنها در مرکز شهرستان‌ها (به جز تهران و چند شهر بزرگ کشور) برگزار گشت که به دلیل اعتراض‌ها و اختلاف‌ها در بسیاری از شهرها به سرانجام نرسید و انتخابات در دیگر منطقه‌ها برگزار نشد.

## نتیجه
در این انتخابات اصلاحطلبان به پیروزی رسیدند.

### تهران
در تهران اصلاحطلبان و کارگزاران (راست مدرن) به پیروزی رسیدند.
۱۷ اسفند ماه اسامی اعضای منتخب شورای شهر در شهرهای مختلف اعلام شد. بر اساس نتایج به‌دست‌آمده در تهران، ۱٬۴۸۰٬۲۷۵ رای ماخوذه و ۱٬۴۰۳٬۳۸۹ رای صحیح، نمایندگان برگزیدهٔ شورای شهر تهران به شهر ذیل اعلام شدند:
عبدالله نوری (۵۸۸۶۳۳ رای)، سعید حجاریان کاشانی (۳۸۶۰۶۹ رای)، جمیله کدیور (۳۶۹۶۶۹ رای)، فاطمه جلایی‌پور (۳۵۰۱۷۳ رای)، محمدابراهیم اصغرزاده (۳۴۷۱۷۳ رای)، محمد عطریانفر (۳۲۲۸۹۷ رای)، احمد حکیمی‌پور (۳۰۴۴۶۰ رای)، محمدحسین درودیان (۲۷۹۹۴۶ رای)، سید محمود علیزاده طباطبایی (۲۶۰۴۶۲ رای)، مرتضی لطفی (۲۲۴۸۶۷ رای)، رحمت‌الله خسروی (۲۲۰۰۲۱ رای)، غلامرضا فروزش (۲۱۵۵۲۰ رای)، صدیقه وسمقی (۲۱۰۳۰۳ رای)، عباس دوزدوزانی (۲۰۰۵۲۱ رای) و سید محمد غرضی (۱۹۲۲۱۱ رای)

## پی‌نوشت و منبع
1. 1 2  «نسخه آرشیو شده». بایگانی‌شده از اصلی در ۱۱ سپتامبر ۲۰۱۶. دریافت‌شده در ۱ سپتامبر ۲۰۱۶.

- «دفتر حفظ و نشر آثار آیت‌الله العظمی خامنه‌ای».
- کتاب جامعه‌شناسی ۲۲ خرداد، پرویز امینی، انتشارات آفتاب توسعه. شابک: ۹۷۸–۹۶۴–۷۸۶۷–۲۰–۷